# Fiskalsvägen
Fiskalsvägen är en gata i Svenstavik i Bergs kommun, Jämtlands län (Jämtland). Gatan utgår från Länsväg 321, cirka en kilometer norr om centrala Svenstavik. Bebyggelsen kring gatan har tidigare utgjort en del av tätorten Svenstavik men klassas istället, på grund av avståndet till ortens övriga bebyggelse, som en separat småort sedan 2015.

## Kommunikationer
Länstrafikens busslinje 611 mellan Svenstavik och Myrviken stannar vid busshållplatsen Svenstavik Fiskalsvägen.